# Walter T. Colquitt
Walter Terry Colquitt, född 27 december 1799 i Halifax County i Virginia, död 7 maj 1855 i Macon i Georgia, var en amerikansk politiker. Han representerade delstaten Georgia i båda kamrarna av USA:s kongress, först i representanthuset 1839-1840 samt 1842-1843 och sedan i senaten 1843-1848. Han var far till Alfred H. Colquitt.
Colquitt studerade vid College of New Jersey (numera Princeton University). Han studerade sedan juridik och inledde 1820 sin karriär som advokat i Georgia. Han arbetade senare som domare och som metodistpredikant. Han fick berömmelse som predikant i de centrala och södra delarna av Georgia och inledde sedan sin politiska karriär i whigpartiet. Han var ledamot av delstatens senat 1834 och 1837. Han efterträdde 1839 Jabez Young Jackson som kongressledamot. Han avgick 1840 och efterträddes av Hines Holt.
Colquitt bytte parti till demokraterna och fyllnadsvaldes sedan 1842 till representanthuset. Han efterträdde 1843 Alfred Cuthbert som senator för Georgia. Han avgick 1848 och efterträddes av Herschel Vespasian Johnson.
Colquitts grav finns på Linwood Cemetery i Columbus, Georgia. Colquitt County har fått sitt namn efter Walter T. Colquitt.